# Peter Guthrie Tait
Peter Guthrie Tait (28 avril 1831 - 4 juillet 1901) est un physicien et mathématicien écossais connu pour ses travaux pionniers sur l'énergie publiés dans le Treatise on Natural Philosophy coécrit avec William Thomson.

## Jeunesse
Peter Guthrie Tait naît à Dalkeith, seul garçon d'une fratrie de trois enfants de John Tait et de son épouse Mary Ronaldson. Son père est le secrétaire de Walter Francis Montagu-Douglas-Scott mais meurt dès 1840. La famille s'installe alors à Édimbourg, où il fréquente durant une année la Circus Place School, puis, en 1841, l'Edinburgh Academy où il passe six ans. Il y a comme condisciples James Clerk Maxwell et Lewis Campbell (en). Il s'inscrit en 1847 à l'université d'Édimbourg où il suit les cours de mathématiques de Philip Kelland et de philosophie naturelle de James David Forbes. Il poursuit ses études à partir de 1848 à Peterhouse, un collège de l'université de Cambridge, et est diplômé en tant que senior wrangler et premier lauréat du prix Smith en 1852. Il obtient un fellowship de son collège l'année de son diplôme. Il est nommé en 1854 professeur de mathématiques au Queen's College de Belfast. Il y fait la rencontre de Thomas Andrews, qu'il rejoint dans la recherche sur la densité de l'ozone et l'action de décharges électriques sur l'oxygène et d'autres gaz, et par qui il est introduit auprès de William Rowan Hamilton.

## 1860-1901

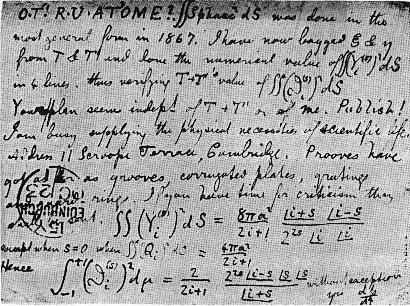
Une carte postale de James Clerk Maxwell à Tait.

Lorsque son ancien professeur James David Forbes démissionne de sa chaire de professeur de philosophie naturelle à Édimbourg en 1859, Peter Guthrie Tait est élu pour lui succéder. Il occupe la chaire jusqu'à quelques mois avant sa mort en 1901. Le premier article scientifique signé par Tait seul est publié en 1860. Il traite principalement de sujets mathématiques et spécifiquement des quaternions, dont il est le spécialiste aux côtés de leur créateur William Rowan Hamilton. Il est également l'auteur des deux livres consacrés aux quaternions -- Elementary Treatise on Quaternions (1867), écrit avec les conseils de Hamilton bien que non publié de son vivant, et Introduction to Quaternions (1873) pour lequel il est aidé par Philip Kelland (1808-1879) qui a été son professeur à Édimbourg. En outre les quaternions sont un des sujets de son adresse au président de la section mathématique de la British Association for the Advancement of Science en 1871.
Il produit également un travail original en mathématiques et physique expérimentale. En 1864, il publie un court article de thermodynamique et, à partir de ce moment, ses contributions dans ce domaine et dans les domaines scientifiques apparentés deviennent fréquentes et importantes. En 1871, il met en valeur la signification et la future importance du principe de dégradation de l'énergie (Second principe de la thermodynamique). En 1873, il prend la thermoélectricité comme sujet de ses conférences en tant que Rede lecturer (en) à Cambridge et la même année il présente la première mouture de son diagramme de thermoélectricité devant la Royal Society of Edinburgh.
Deux années de recherches sur la production de vides par refroidissement de charbons, aux côtés de James Dewar, l'amènent à voir dans le très long libre parcours moyen des molécules dans un air très raréfié la véritable explication dynamique du radiomètre de Crookes. De 1879 à 1888, il s'engage dans des recherches expérimentales à savoir la détermination de la correction à apporter à la lecture des thermomètres soumis à de très fortes pressions comme ceux utilisés lors de l'expédition du Challenger pour mesurer les températures des eaux sous-marines très profondes. L'étude est ensuite étendue à l'étude de la compressibilité de l'eau, du verre et du mercure. Ce travail le mène à formuler l'équation de Tait (en) qui est très largement utilisée pour relier la densité des liquides à la pression. Entre 1886 et 1892, il publie une série de quatre articles fondateurs sur la théorie cinétique des gaz, le quatrième d'entre eux contenant, selon Lord Kelvin, la première preuve jamais donnée de la validité de la théorie de Waterston et Maxwell sur l'équipartition de l'énergie dans un mélange de deux gaz.
Dans le même temps, il mène aussi à bien des recherches sur les chocs et leurs durées. L'ensemble de ses travaux publiés sous forme d'articles et réédité par Cambridge University Press en trois volumes. Le premier de ses articles, publié en 1865, concernait la dynamique des particules. Suivent ensuite des courts traités sur la thermodynamique, la lumière ou les propriétés de la matière ainsi qu'un livre de vulgarisation sur les avancées de la recherche en sciences physiques. Toutes ces recherches ont été réalisées dans le temps qu'il pouvait libérer alors qu'il enseignait à l'Université.
Il travaille en outre avec Lord Kelvin à l'élaboration du Treatise on Natural Philosophy. Le « Thomson et Tait » comme il est familièrement appelé (T and T selon la formule des auteurs eux-mêmes) fut planifié peu après que Kelvin rencontre Tait dans son dernier poste de professeur à Édimbourg. Il était prévu qu'il soit un traité général de physique, les fondements en étant la cinématique et la dynamique et la structure du livre complétée par les propriétés de la matière, la chaleur, la lumière, l'électricité et le magnétisme. Mais la collaboration littéraire s'arrête au bout de dix-huit ans alors que seule la première partie du plan est complétée, les deux auteurs considérant qu'ils peuvent tirer davantage de leurs travaux séparément qu'ensemble. Cependant Tait et Thomson restent amis durant les trente-trois dernières années de la vie de Tait.
Tait collabore également avec Balfour Stewart dans The Unseen Universe, qui est suivi par Paradoxical Philosophy. C'est en 1875 dans The Unseen Universe William James mis la première fois en avant sa doctrine du Will to Believe (en). Parmi les articles de Tait peuvent être mentionnés ceux écrits pour la neuvième édition de l'Encyclopædia Britannica concernant la physique ainsi que les fiches biographiques de Hamilton et Maxwell.

## Vie familiale et fin de vie
Il épouse Margaret Archer (1839–1926), le 13 octobre 1857. Tait était un golfeur amateur passionné et deux de ses sept fils, Frederick Guthrie Tait (en) (1870-1900) et John Guthrie Tait (1861-1945) devinrent des champions de golf amateur récompensés. Tait lui-même, en 1891, invoqua l'effet Magnus pour expliquer l'influence de la rotation sur la trajectoire d'une balle de golf. 
Il meurt à Challenger Lodge, Wardie, Leith, le 4 juillet 1901 et est inhumé le 6 juillet dans le cimetière paroissial de l'église épiscopalienne St John d'Édimbourg (en).

## Distinctions
- 1860 : fellow de la Royal Society of Edinburgh, dont il est secrétaire en 1864 et secrétaire général de 1879 à sa mort en 1901.
- 1867 et 1871 : prix Keith de la Royal Society of Edinburgh
- 1886 : médaille d'or de la Royal Society

Il est docteur honoris causa de l'université catholique d'Irlande (1875) et de l'université de Glasgow (1901), fellow honorifique de Peterhouse (1885) et membre ou fellow de plusieurs sociétés savantes/

## Publications
- (en) Dynamics of a Particle (1865).
- (en) Natural Philosophy (1867).
- (en) An elementary treatise on quaternions (1867).
  - (fr) Traduction française par Gustave Plarr : Traité élémentaire des quaternions, Paris 1882, Gauthier-Villars.
- (en) Thermodynamics (1868)
  - (fr) Traduction française par l'abbé Moigno et Alfred Le Cyre : Esquisse historique de la théorie dynamique de la chaleur, Paris 1870, Gauthier-Villars.
- (en) Recent Advances in Physical Science (1876)
- (en) Heat (1884)
- (en) Light (1884)
- (en) Properties of Matter (1885)
- (en) Dynamics (1895)
- (en) The Unseen Universe (1875 et 1901)
- (en) Scientific papers vol. 1 (1898-1900)
- (en) Scientific papers vol. 2 (1898-1900)

### Références

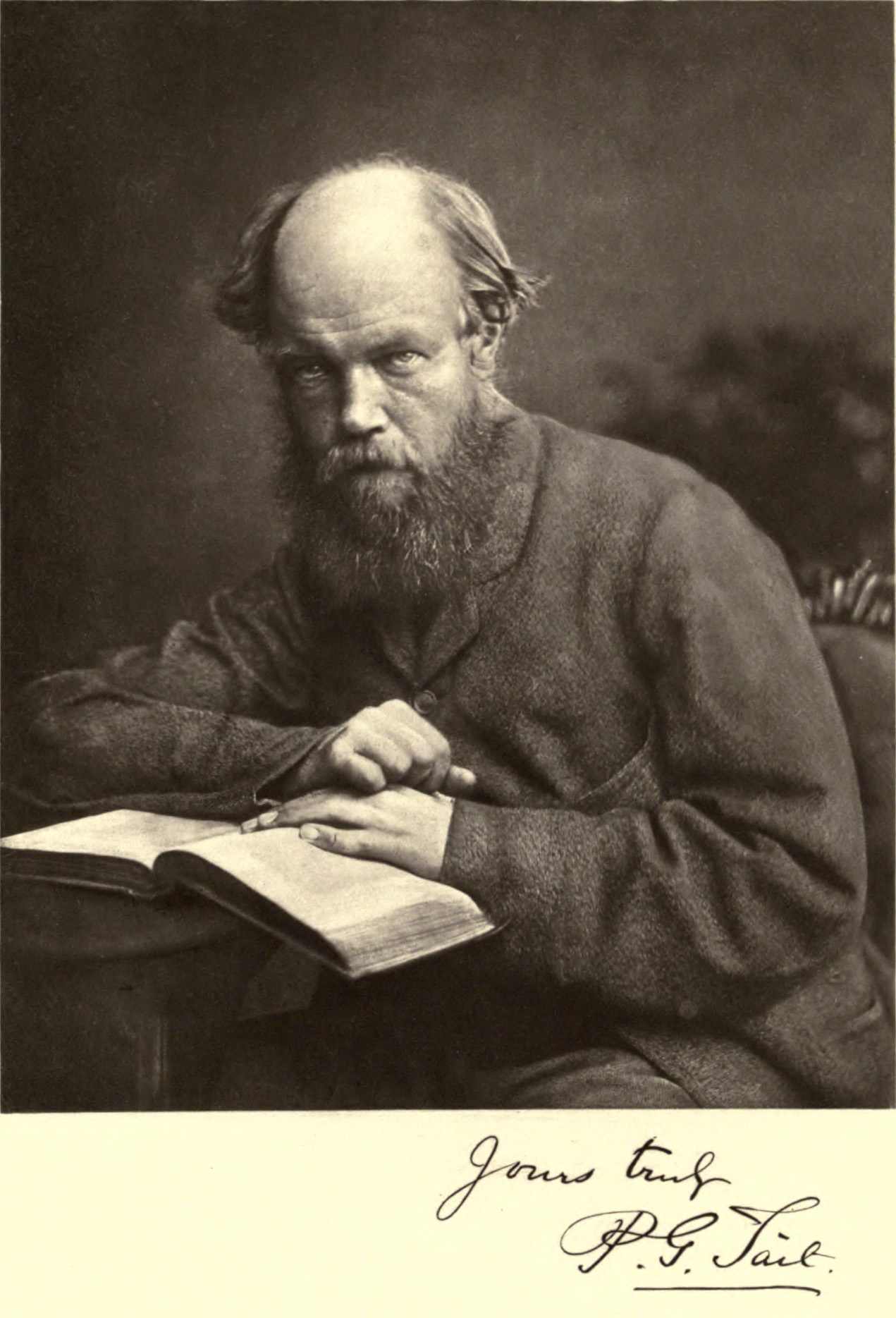
Frontispice de Life and Scientific Work of Peter Guthrie Tait.